# سبمیلر
سبمیلر (به انگلیسی: SABMiller) شرکت چندملیتی نوشیدنی ثبت شده در آفریقای جنوبی و مستقر در بریتانیا است. این شرکت پس از آنهویزر-بوش انبیو دومین تولید کننده آبجو در جهان می‌باشد.
در سال ۲۰۰۲ در پی خریداری شرکت آبجوسازی میلر از گروه آلتریا، توسط شرکت سب پی‌ال‌سی و ادغام آنها شرکت سبمیلر تشکیل شد. در حال حاضر این شرکت دارای عملیات در ۷۵ کشور است و سالانه بیش از ۲۱ میلیارد لیتر آبجو به‌فروش می‌رساند.
دفتر مرکزی این شرکت در شهر لندن، بریتانیا قرار دارد و بخشی از سهام آن در بازارهای بورس ژوهانسبورگ و بورس لندن معامله می‌شود. در سال ۲۰۱۱ این شرکت با ارزش بازار بالغ بر ۳۵ میلیارد پوند، در رتبه ۱۱ از بزرگترین شرکت‌های فعال در بازار بورس اوراق بهادار لندن قرار داشت.